# 尼古劳斯·卢克纳

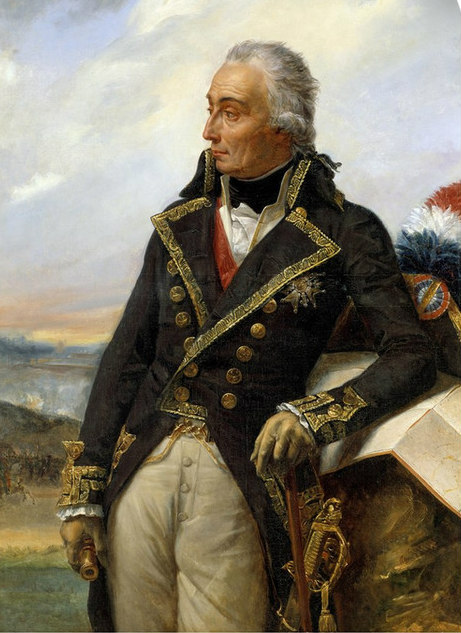
尼古劳斯·卢克纳

尼古劳斯·卢克纳（德語：Nikolaus Luckner，1722年1月12日—1794年1月4日），服役于法国军队的德国人、法国元帅。
卢克纳出生于德国巴伐利亚州卡姆，在帕绍接受了早期教育。在进入法军之前，卢克纳曾效力于巴伐利亚、荷兰和汉诺威的军队。在七年战争中，卢克纳作为轻骑兵指挥参与了对法作战。1763年，卢克纳加入法军，中将军衔。1784年，卢克纳成为丹麦伯爵。
卢克纳是法国大革命的支持者，1791年成为元帅。1792年，卢克纳担任莱茵军司令，其间克洛德·约瑟夫·鲁日·德·李尔谱写了献给卢克纳的《莱茵军战歌（Chant de Guerre pour l'Armée du Rhin）》，即法国国歌《马赛曲》的前身。
作为北方军的司令，卢克纳率军占领了比利时梅嫩和科特赖克，但随后又撤退至里尔。在被授予大元帅称号后，卢克纳受命在沙隆昂香槟附近组建后备军。然而，国民公会并不满意卢克纳的计划，皮埃尔·肖代洛·德拉克洛受命取而代之。此时的卢克纳已年届70岁，随后被要求退役并前往巴黎。
在巴黎，卢克纳被大革命法庭逮捕并判处死刑。1794年，卢克纳被送上断头台。
如今德国卡姆市政厅的钟琴每天中午12时05分都会演奏《马赛曲》，以纪念其历史上最著名的人物卢克纳。
同時，卢克纳也是在第一次世界大战中創下「8個月內擊沉14艘敵船、俘獲462名敵人、僅1名敵員戰死、己方無一傷亡」之傳奇戰蹟、綽號為「海上幽靈」（Der Seeteufel）的德国海军军官费利克斯·冯·卢克纳的曾祖父。